# Dimos Pangaio
Dimos Pangaio (Pangaio) är en kommun i Grekland.   Den ligger i prefekturen Nomós Kaválas och regionen Östra Makedonien och Thrakien, i den nordöstra delen av landet, 300 km norr om huvudstaden Aten. Antalet invånare är 31 644.